# Boinville-en-Woëvre
 Boinville-en-Woëvre  là một xã thuộc tỉnh Meuse trong vùng Grand Est đông nam nước Pháp. Xã này nằm ở khu vực có độ cao trung bình 203 mét trên mực nước biển.